# NRG Band
NRG Band ist eine kosovarische Popband. Sie besteht aus dem Band-Frontman Besnik Qaka, dem Gitarristen Arben Qaka und dem Bassisten Meti Qaka.

## Geschichte
NRG Band wurde im Jahre 2000 von den drei Brüdern Besnik, Arben und Meti Qaka gegründet. Ursprünglich traten sie meistens in Clubs mit Coverversionen von anderen Popbands auf. Nachdem die Band in das Popfestival „BBC“ in Tirana eingeladen wurde, begann die Band erfolgreich und berühmt zu werden. Sie traten an weiteren Festivals wie „BBC“ in Prishtina und Showfest 2003 sowie 2004 auf. In der Zwischenzeit trat Frontman Besnik auch mit der Band „Rritmit të Rrugës“ auf. Ende des Jahres 2004 folgte das erste Album Ama ..., das zwölf Lieder enthält. In diesem Album gab es Features mit Babuka, Ritmi i Rrugës, Etno Engjujt sowie mit der Sängerin Adelina Thaçi.
Kurz nach der Veröffentlichung des ersten Albums trat Keyboard-Spieler Vedat Maxhuni der Band bei. Auf den Veröffentlichungskonzerten war Vedat ebenfalls dabei.
Im April 2006 folgte das zweite Album Paja Paja. Im gleichen Jahr nahm NRG Band mit dem Lied Luja Bab Luja an der Preisverleihung Kënga Magjike teil. Im darauffolgenden Jahr nahmen sie mit dem Lied Hajde me mu ni natë an der gleichen Preisverleihung teil. In beiden Jahren gewannen sie einige Preise an dieser Verleihung.
2007 fand die Veröffentlichung der Single AIDA statt, die ebenfalls zum Album Paja Paja gehört. Ebenfalls 2007 wurde das Lied As fejesa e as martesa in Zusammenarbeit mit Orinda Huta herausgebracht.

## Diskografie

### Alben
- 2004: Ama ...
- 2006: Paja Paja

### Singles
- 2006: Luja Bab Luja
- 2007: Hajde me mu ni natë
- 2007: AIDA
- 2007: As fejesa e as martesa (ft. Orianda Huta)
- 2009: Shehide
- 2010: Atmosfera
- 2010: Me Gaz e Lot
- 2011: Rina
- 2011: Veq Asaj (ft. Capital T)
- 2011: Ashtu sikur dje
- 2012: Magdallena
- 2013: Pa ty so ka rrihet
- 2014: As 5 Pare
- 2015: As 1 si ti
- 2016: Mos u nal
- 2017: Gocat me martini